# Discografie van Pearl Jam
Dit is de discografie van Pearl Jam, een grungeband afkomstig uit Seattle.
Pearl Jam heeft tien studioalbums uitgebracht, elf livealbums, twee compilaties en een groot aantal singles en bootlegs. Deze discografie bevat geen materiaal door bandleden van Pearl Jam met Green River, Soundgarden, Bad Radio, Mother Love Bone, Temple Of The Dog, Brad, Mad Season, Three Fish, Wellwater Conspiracy of The Rockfords.

## Studioalbums
| Jaar | Albumgegevens                                                                                | Hoogste notering | Hoogste notering | Hoogste notering | Hoogste notering | Platina/Goud                         |
| Jaar | Albumgegevens                                                                                | NL               | BE Vlaanderen    | VS               | VK               | Platina/Goud                         |
| ---- | -------------------------------------------------------------------------------------------- | ---------------- | ---------------- | ---------------- | ---------------- | ------------------------------------ |
| 1991 | Ten - Release: 27-08-1991 - Platenlabel: Epic Records                                        | 14               | -                | 2                | 18               | NL: Platina VS: 12× Platina VK: Goud |
| 1993 | Vs. - Release: 19-10-1993 - Platenlabel: Epic Records                                        | 1                | -                | 1                | 2                | NL: Goud VS: 7× Platina VK: Goud     |
| 1994 | Vitalogy - Release: 06-12-1994 - Platenlabel: Epic Records                                   | 7                | -                | 1                | 4                | NL: Goud VS: 5× Platina VK: Goud     |
| 1996 | No Code - Release: 27-08-1996 - Platenlabel: Epic Records                                    | 5                | 6                | 1                | 3                | VS: Platina                          |
| 1998 | Yield - Release: 03-02-1998 - Platenlabel: Epic Records                                      | 4                | 3                | 2                | 7                | NL: Goud VS: Platina VK: Zilver      |
| 2000 | Binaural - Release: 16-05-2000 - Platenlabel: Epic Records                                   | 5                | 5                | 2                | 5                | VS: Goud                             |
| 2002 | Riot Act - Release: 12-11-2002 - Platenlabel: Epic Records                                   | 23               | 12               | 5                | 34               | VS: Goud VK: Zilver                  |
| 2006 | Pearl Jam - Release: 02-05-2006 - Platenlabel: J Records                                     | 2                | 2                | 2                | 5                | VS: Goud VK: Zilver                  |
| 2009 | Backspacer - Release: 20-09-2009 - Platenlabel: Monkeywrench Records / Universal Music Group | 3                | 6                | 1                | 9                | VS: Goud VK: Zilver                  |
| 2013 | Lightning Bolt - Release: 2013 - Platenlabel: Monkeywrench Records / Republic Records        | 2                | 1                | 1                | 2                | VK: Zilver                           |
| 2020 | Gigaton - Release: 27-03-2020 - Platenlabel: Monkeywrench Records / Republic Records         | 2                | 3                | 5                | 6                |                                      |
| 2024 | Dark Matter - Release:19-04-2024 - Platenlabel: Monkeywrench Records / Republic Records      | 2                | 2                | 5                | 2                |                                      |

## Ep's
| Jaar | Albumgegevens                                                 | Platina/Goud |
| ---- | ------------------------------------------------------------- | ------------ |
| 1995 | Merkin Ball - Release: 05-12-1995 - Platenlabel: Epic Records | VS: Goud     |

## Livealbums
| Jaar | Albumgegevens                                                                             | Hoogste notering | Hoogste notering | Hoogste notering | Hoogste notering | Platina/Goud |
| Jaar | Albumgegevens                                                                             | NL               | BE               | VS               | VK               | Platina/Goud |
| ---- | ----------------------------------------------------------------------------------------- | ---------------- | ---------------- | ---------------- | ---------------- | ------------ |
| 1994 | Dissident (Live in Atlanta Box) - Release: 1994 - Platenlabel: Epic Records               | —                | —                | —                | —                |              |
| 1998 | Live on Two Legs - Release: 24-11-1998 - Platenlabel: Epic Records                        | 37               | 42               | 15               | 68               | VS: Platinum |
| 1994 | 12 6 00 - Landgraaf, Holland - Release: 2000 - Platenlabel: Epic Records                  | 63               | —                | —                | —                |              |
| 2004 | Live at Benaroya Hall - Release: 27-06-2004 - Platenlabel: BMG                            | 25               | 38               | 18               | —                |              |
| 2006 | Live in NYC 12/31/92 - Release: 02-05-2006 - Platenlabel: Ten Club                        | —                | —                | —                | —                |              |
| 2006 | Live at Easy Street - Release: 20-06-2006 - Plantenlabel: J Records                       | —                | —                | —                | —                |              |
| 2007 | Live at the Gorge 05/06 - Release: 26-06-2007 - Platenlabel: Rhino / WEA                  | 50               | 43               | 36               | —                |              |
| 2007 | Live at Lollapalooza 2007 - Release: 18-09-2007 - Platenlabel: Pearl Jam                  | —                | —                | —                | —                |              |
| 2011 | Live on Ten Legs - Release: 14-01-2011 - Platenlabel: Island Records                      | 9                | 28               | 21               | 49               |              |
| 2017 | Let's Play Two - Release: 29-09-2017 - Platenlabel: Republic Records                      | 48*              | 25*              | 31*              | —                |              |
| 2019 | MTV Unplugged - Release: 29-11-2019 - Opname: 16-03-1992 - Platenlabel: Legacy Recordings | 33*              | 45*              | 47*              | —                |              |

## Compilaties
| Jaar | Albumgegevens                                                    | Hoogste notering | Hoogste notering | Hoogste notering | Hoogste notering | Platina/Goud |
| Jaar | Albumgegevens                                                    | NL               | BE               | VS               | VK               | Platina/Goud |
| ---- | ---------------------------------------------------------------- | ---------------- | ---------------- | ---------------- | ---------------- | ------------ |
| 2003 | Lost Dogs - Release: 11-11-2003 - Plantenlabel: Epic Records     | 75               | 50               | 15               | 9                | US: Goud     |
| 2004 | Rearviewmirror - Release: 16-11-2004 - platenlabel: Epic Records | 32               | 23               | 16               | 58               | US: Platina  |

## Dvd's
| Jaar | Videogegevens                                                         |
| ---- | --------------------------------------------------------------------- |
| 1998 | Single Video Theory - Release: 04-08-1998 - Platenlabel: Epic Records |
| 2001 | Touring Band 2000 - Release: 11-05-2001 - Platenlabel: Epic Records   |
| 2003 | Live at the Showbox - Release: 07-05-2003 - Platenlabel: Ten Club     |
| 2003 | Live at the Garden - Release: 11-11-2003 - Platenlabel: Epic Records  |
| 2007 | Immagine In Cornice - Release: 25-09-2007 - Platenlabel: Rhino / WEA  |

## Singles
| Jaar | Single                                           | Hoogste Hitnotering | Hoogste Hitnotering | Hoogste Hitnotering    | Hoogste Hitnotering         | Hoogste Hitnotering     | Hoogste Hitnotering   | Album                                             |
| Jaar | Single                                           | NL (Top 40)         | NL (Single Top 100) | VS (Billboard Hot 100) | VS (Mainstream Rock Tracks) | VS (Modern Rock Tracks) | VK (UK Singles Chart) | Album                                             |
| ---- | ------------------------------------------------ | ------------------- | ------------------- | ---------------------- | --------------------------- | ----------------------- | --------------------- | ------------------------------------------------- |
| 1991 | Alive                                            | 13                  | 19                  | -                      | 16                          | 18                      | 16                    | Ten                                               |
| 1992 | Even Flow                                        | -                   | -                   | -                      | 3                           | 21                      | 16                    | Ten                                               |
| 1992 | Jeremy                                           | Tip 10              | 59                  | 79                     | 5                           | 5                       | 15                    | Ten                                               |
| 1992 | Oceans                                           | 21                  | 30                  | -                      | -                           | -                       | -                     | Ten                                               |
| 1993 | Black                                            | -                   | -                   | -                      | 3                           | 20                      | -                     | Ten                                               |
| 1993 | Crazy Mary                                       | -                   | -                   | -                      | 26                          | 8                       | -                     | Sweet Relief: A Benefit for Victoria Williams     |
| 1993 | Go                                               | 23                  | 21                  | -                      | 3                           | 8                       | 190                   | Vs.                                               |
| 1993 | Daughter                                         | Tip 6               | 46                  | 97                     | 1                           | 1                       | 18                    | Vs.                                               |
| 1994 | Animal                                           | -                   | -                   | -                      | 21                          | -                       | -                     | Vs.                                               |
| 1994 | Dissident                                        | 16                  | 14                  | -                      | 3                           | -                       | 14                    | Vs.                                               |
| 1994 | Dissident #2 & #3                                | 9                   | 2                   | -                      | -                           | -                       | -                     | Vs.                                               |
| 1994 | Elderly Woman Behind the Counter in a Small Town | -                   | -                   | -                      | 23                          | 17                      | -                     | Vs.                                               |
| 1994 | Glorified G                                      | -                   | -                   | -                      | 39                          | -                       | -                     | Vs.                                               |
| 1994 | Yellow Ledbetter                                 | -                   | -                   | -                      | 21                          | 26                      | -                     | Jeremy Single                                     |
| 1994 | Spin the Black Circle                            | 22                  | 21                  | 18                     | 16                          | 11                      | 10                    | Vitalogy                                          |
| 1994 | Tremor Christ                                    | -                   | -                   | -                      | 16                          | 16                      | -                     | Vitalogy                                          |
| 1995 | Not for You                                      | -                   | -                   | -                      | 12                          | 38                      | 34                    | Vitalogy                                          |
| 1995 | Immortality                                      | -                   | -                   | -                      | 10                          | 31                      | -                     | Vitalogy                                          |
| 1995 | Better Man                                       | -                   | -                   | -                      | 1                           | 2                       | -                     | Vitalogy                                          |
| 1995 | Corduroy                                         | -                   | -                   | -                      | 22                          | 13                      | -                     | Vitalogy                                          |
| 1995 | I Got ID / Long Road                             | 25                  | 38                  | 7                      | 2                           | 3                       | 25                    | Merkin Ball EP                                    |
| 1996 | Who You Are                                      | 34                  | 47                  | 31                     | 5                           | 1                       | 18                    | No Code                                           |
| 1996 | Hail, Hail                                       | -                   | -                   | -                      | 9                           | 9                       | -                     | No Code                                           |
| 1996 | Off He Goes                                      | -                   | -                   | -                      | 34                          | 31                      | -                     | No Code                                           |
| 1996 | Red Mosquito                                     | -                   | -                   | -                      | 37                          | -                       | -                     | No Code                                           |
| 1996 | Leaving Here                                     | -                   | -                   | -                      | 24                          | 31                      | -                     | Home Alive: The Art of Self Defense               |
| 1998 | Given to Fly                                     | 25                  | 36                  | 21                     | 1                           | 3                       | 12                    | Yield                                             |
| 1998 | Wishlist                                         | Tip 19              | -                   | 47                     | 6                           | 6                       | 30                    | Yield                                             |
| 1998 | In Hiding                                        | -                   | -                   | -                      | 14                          | 13                      | -                     | Yield                                             |
| 1998 | Do the Evolution                                 | -                   | -                   | -                      | 40                          | 33                      | -                     | Yield                                             |
| 1999 | Last Kiss                                        | Tip 19              | 77                  | 2                      | 5                           | 2                       | 42                    | No Boundaries: A Benefit for the Kosovar Refugees |
| 2000 | Nothing as It Seems                              | Tip 4               | 33                  | 49                     | 3                           | 10                      | 22                    | Binaural                                          |
| 2000 | Light Years                                      | -                   | -                   | -                      | 17                          | 26                      | 52                    | Binaural                                          |
| 2002 | I Am Mine                                        | -                   | 58                  | 43                     | 7                           | 6                       | 26                    | Riot Act                                          |
| 2003 | Save You                                         | -                   | -                   | -                      | 23                          | 29                      | -                     | Riot Act                                          |
| 2003 | Love Boat Captain                                | -                   | -                   | -                      | -                           | -                       | 110                   | Riot Act                                          |
| 2003 | Man of the Hour                                  | -                   | -                   | -                      | -                           | -                       | -                     | Big Fish: Music from the Motion Picture           |
| 2006 | World Wide Suicide                               | Tip 18              | -                   | 41                     | 2                           | 1                       | -                     | Pearl Jam                                         |
| 2006 | Life Wasted                                      | -                   | -                   | -                      | 13                          | 10                      | 110                   | Pearl Jam                                         |
| 2006 | Gone                                             | -                   | -                   | -                      | -                           | 40                      | -                     | Pearl Jam                                         |
| 2007 | Love, Reign o'er Me                              | -                   | -                   | -                      | 32                          | -                       | -                     | Single                                            |
| 2009 | The Fixer                                        | -                   | 77                  | 56                     | 10                          | 2                       | 93                    | Backspacer                                        |
| 2009 | Just Breathe                                     | 14                  | 18                  | 78                     | 36                          | 6                       | -                     | Backspacer                                        |
| 2010 | Amongst the Waves                                | -                   | -                   | -                      | -                           | 17                      | -                     | Backspacer                                        |
| 2013 | Mind Your Manners                                | Tip 20              | 69                  | -                      | 2                           | 12                      | -                     | Lightning Bolt                                    |
| 2013 | Sirens                                           | Tip 14              | 42                  | 76                     | 6                           | 4                       | -                     | Lightning Bolt                                    |
| 2014 | Lightning Bolt                                   | -                   | -                   | -                      | 5                           | 15                      | -                     | Lightning Bolt                                    |